# The Maverick Queen
The Maverick Queen (Brasil: Até a Última Bala / Portugal: A Rainha do Mal) é um filme norte-americano de 1956, do gênero faroeste, dirigido por Joseph Kane e estrelado por Barbara Stanwick e Barry Sullivan.

## Produção
Este é o primeiro filme da Republic Pictures a ser rodado em Naturama, um processo barato de widescreen criado pelo estúdio.
Ao contrário de Butch Cassidy and the Sundance Kid, em que os personagens estão a serviço de uma história de inocente bandidagem, em The Maverick Queen esses foras-da-lei da vida real são apresentados de maneira decididamente antipática.
O roteiro é baseado no romance homônimo de Zane Grey, completada pelo seu filho Romer Grey com base em anotações deixadas pelo escritor e publicada em 1950—mais de dez anos após a morte deste.
Assim como acontece em High Noon, a ação do filme é pontuada por uma canção, no caso The Maverick Queen,  composta por Victor Young e Ned Washington e interpretada por Joni James.

## Sinopse
Jeff Younger, detetive da Pinkerton, disfarça-se de bandido para desbaratar a quadrilha conhecida como Wild Bunch ("Bando Selvagem"). Ele se enamora de Kit Banion, proprietária de um misto de saloon e hotel, sem desconfiar que ela é sócia de Butch Cassidy e Sundance Kid, os líderes dos criminosos.

## Elenco
| Ator/Atriz       | Personagem                 |
| ---------------- | -------------------------- |
| Barbara Stanwyck | Kit Banion                 |
| Barry Sullivan   | Jeff Younger               |
| Scott Brady      | Sundance Kid               |
| Mary Murphy      | Lucy Lee                   |
| Wallace Ford     | Jamie                      |
| Howard Petrie    | Butch Cassidy              |
| Jim Davis        | Jeff Younger, o verdadeiro |
| Emile Meyer      | Leo Malone                 |
| Walter Sande     | Xerife Wilson              |
| George Keymas    | Muncie                     |
| John Doucette    | Loudmouth                  |